# IC 2003
IC 2003 — галактика типу PN (планетарна туманність) у сузір'ї Персей.
Цей об'єкт міститься в оригінальній редакції індексного каталогу.